# اوون هارگریوز
اوون لی هارگریوز (به انگلیسی: Owen Lee Hargreaves) بازیکن فوتبال متولد ۲۰ ژانویه ۱۹۸۱ در شهر کالگری ایالت آلبرتا کشور کانادا است. او در تیم‌های باشگاهی بایرن مونیخ و منچستر یونایتد و تیم ملی انگلستان بازی کرده‌است..